# Гидроксид кадмия
Гидроксид кадмия (англ. Cadmium hydroxide) — химическое вещество с формулой Cd(OH)2, белое кристаллическое ионное соединение. Крайне токсично, наряду с другими соединениями кадмия.

## Применение
Используется для получения других соединений кадмия, а также в электротехнике для изготовления анодов никель-кадмиевых и серебряно-кадмиевых аккумуляторов.

## Получение
Гидроксид может быть получен по реакции любой растворимой соли кадмия с щёлочью при кипячении в водном растворе:
{\displaystyle {\ce {CdCl2 + 2NaOH ->[t] Cd(OH)2 + 2NaCl}}}

## Свойства
Гидроксид кадмия теряет воду при нагревании, превращаясь в оксид кадмия. Разложение начинается уже при 130 °C и окончательно происходит при 300 °C.
Гидроксид кадмия формирует анион Cd(OH)42− с щелочами, а также комплексы с цианидом и аммиаком.
Реакции с минеральными кислотами дают соответствующие соли кадмия: соляная кислота, серная кислота и азотная кислота образуют с гидроксидом хлорид кадмия, сульфат кадмия и нитрат кадмия соответственно.